# Герб Пеновского района
Герб муниципального образования «Пе́новский район» Тверской области Российской Федерации.
Герб утверждён Решением № 3 Собрания депутатов Пеновского района Тверской области 17 февраля 1999 года.
Герб внесён в Государственный геральдический регистр Российской Федерации под регистрационным номером 467.

## Описание герба
«В рассечённом лазоревом (синем, голубом) и серебряном щите под червлёной (красной) остриевидной главой, обременённой серебряной, с чёрной головой и серебряным клювом, чайкой, — три рыбы переменных цветов (две и одна)».

## Обоснование символики
Фигуры герба аллегорически указывают на географические и природные особенности района.
Чайка на червлёном поле означает героическую историю Пено в годы Великой Отечественной войны и напоминает о легендарной партизанке Лизе Чайкиной.
Три рыбы указывают на то, что современная территория района ранее входила в состав Осташковского уезда, и символизируют богатства озёрного края.
Автор герба: Шумов Илья Львович